# Leggiuno
Leggiuno es un municipio italiano de 3.444 habitantes en provincia de Varese. 

## Lugares de interés
- Ermita de Santa Caterina del Sasso

## Transportes

### Aeropuertos
El aeropuerto más cercano es el de Malpensa.

### Conexiones ferroviarias
En Leggiuno hay una estación de ferrocarril de la ferrovía Novara-Luino. Hay otra estación en Sangiano, un pueblo que sólo dista 1 km de 
Leggiuno, de la ferrovía Luino-Gallarate y Luino-Milán.

## Evolución demográfica
| Gráfica de evolución demográfica de Leggiuno entre 1861 y 2001 |
|                                                                |
| Fuente ISTAT - elaboración gráfica de Wikipedia                |

- Datos: Q40658
- Multimedia: Leggiuno / Q40658

1. ↑  Worldpostalcodes.org, código postal n.º 21038.
2. ↑  «Codici Catastali». Comuni-italiani.it (en italiano). Consultado el 29 de abril de 2017.